# Rómeó és Júlia (manga)
A Rómeó és Júlia a SelfMadeHero, londoni képregénykiadó, Manga Shakespeare sorozatának indító darabja (a Hamlettel együtt), amely a Rómeó és Júlia című világhírű Shakespeare-tragédia mangaadaptációja. Először 2007 márciusában bocsátottak a nagyközönség elé. Népszerűségét bizonyítja, hogy már a kiadást követő évben újranyomatták, e 2008-as kiadás alapján készült a magyar fordítás is. A mű társszerzemény, amelyben a Shakespeare-dráma tartalmát Richard Appignanesi igazítja az új műfajhoz, míg az illusztrációt Sonia Leong végzi. Tehát a Rómeó és Júlia lényegében szerelmi képregény mangastílusban.

## Mi a manga röviden?
A japán képregények gyűjtőneve a manga (jelentése: mókás képek). Ezen belül számtalan, jól körülhatárolt műfaj létezik, amely a célközönség és annak igényei szerint kristályosodott ki (leghíresebbek a Shojo – kamaszlányoknak szóló szerelmi történet és a Shonen – kamaszkorú fiúkat megszólító akció-dús történet). Általános jellemzőjük, hogy 200 oldal terjedelemben, többnyire fekete-fehér (ritkábban színes) képkockákban mesélnek el egy történetet, hátulról előre olvasandók, és a képkockák töredékesebben ábrázolják a cselekményt, mint a nyugati képregényekben. Gyakran ábrázolnak jelentéktelen részleteket, illetve a szereplők arcára fókuszálnak az érzelmek erőteljes érzékeltetéséhez, ez utóbbi talán a legnagyobb különbség a manga és a nyugati képregény között. Scott McCloud ezt úgy fogalmazza meg, hogy a manga jobban bevonja, a cselekménynek inkább részesévé teszi, az olvasót, mint a képregény.
Egyébként a két műfaj, bár azonos médiumot használ (kép-szöveg kölcsönhatás), nem rokon (neveik sem szinonimák), mert lényegében egymástól függetlenül alakultak az 1980-as évekig, amikor az animáció kölcsönhatásba hozta a mangát a comic-kal, amiből sok minden született, például a Manga Shakespeare.

## A Shakespeare-i tartalom átvitele: cselekmény, helyszín-idő szerkezet, szereplők
Mivel a Rómeó és Júlia egy 16. századi drámai műfajt adaptál egy 20. századi epikus műfajba, amely ráadásul más (vizuális) médiumban manifesztálódik, az adaptációs folyamat eléggé meredek, így várhatóan sok átalakítást igényel, ami csupán részben teljesül. A formai átalakításokat később tárgyalva, a legfontosabb narratív elemeket tekinteném át.
A cselekményben semmi lényeges változtatás nincs, az összes jelentős mozzanat megtalálható a mangában: a párviadalok, a bál, a balkonos jelenet, a konfliktusok, Júlia tetszhalála, az elkésett üzenet, Rómeó öngyilkossága (még a méregkeverővel való találkozás is megvan), stb.. Amint a zárójel is mutatja, még az elhagyható mozzanatok is szerepelnek, ami véleményem szerint tiszteletadás az eredetivel szemben, melynek annyira egységes és koherens a narratívája, hogy semmit nem változtattak rajta.
A szereplőkkel más a helyzet. Néhány jelentéktelenebb, vagy figuratív szereplő kimarad a mangából, például Páris apródja, Róza/Rozalin (hiányzó szereplő, Capulet menye), a kórus, a három muzsikus és a veronai polgárok (Péter, Júlia dajkájának szolgája érdekes módon megvan). E szereplőknek főként dialógusokban, replikákban van szerepük, nem a cselekmény lebonyolításában (Róza például meg sem jelenik a drámában), a mangában a drámai párbeszédek pedig szükségszerűen lerövidülnek és megtizedelődnek az adaptáció médiuma miatt.
Ugyanakkor a legfontosabb szereplők társadalmi arca (social face) is átalakul: Rómeó egy rocks bálvány, akinek rajongói is vannak (Montague rajongó-figuratív szereplő), Júlia egy Sibuja-lány (Shibuya – Tokió egyik legvirágzóbb negyede a tinédzserek és az éjjeli élet, vásárlás-szórakozás szempontjából, Montague és Capulet pedig két rivális jakuza-család fejei, a befolyásos üzletemberek levegőjével felruházva.
A helyszín a napjaink Japánja, pontosabban Tokió, a pontos idő meghatározatlan, csupán vizuális elemek utalásaiból (pl. autók, motorbicikli, ruházat, stb.), és az előszóból tudjuk, hogy napjainkban zajlik a cselekmény. Ez egyébként Shakespeare technikája: elárulja a helyszínt, de az időre csupán utalásokból következtethet a néző, ahogy az egykori néző bizonyára megismerhette a saját korára utaló ruházatot, eszközöket, stb.. Tehát mondhatjuk, hogy ez is csupán átvétel, enyhe igazítással, akárcsak a szereplők, meg a cselekmény is, amelyből csupán a hosszú monológok és bizonyos dialógusok maradnak ki. Némileg érdekesen kapcsolódnak mindehhez a gyakran előkerülő katanák, sayak, wakizashik (tradicionális szamuráj fegyverek), amelyek utalnak a japán kultúrára, a helyszínre, a manga műfajára, de a cselekmény újszerű idősíkjának teljességgel ellentmondanak. Ezek az elvártnál jóval kisebb változások, amelyek megengedik az adaptációnak, hogy megőrizzen valamit Shakespeare védjegyéből.

## A Rómeó és Júlia saját manga-világa
Fentebb említettem, hogy a manga gyűjtőnév, amely sok műfajt takar, ezért talán többet elárulnék műfajilag a Rómeó és Júliáról, mint ami az adaptáció első lapjának alján található: „Műfaj: Manga”. A mű olvasása kapcsán, rögtön feltűnhet, hogy ez a manga látszatra nem valami mozgalmas, a képkockák sok statikus pózt, rengeteg arcot és főként szemet, vagy szempárt ábrázolnak, elég ritka, amikor a szereplőket teljes méretükben látjuk, inkább a filmből ismert close-up perspektíva dominál (vállak és fej látszik). Sok az érzelmi kitörés, harag, eksztázis (a szó eredeti értelmében), álmodozás, stb., a szereplők egymáshoz viszonyított térbeli pozíciója nehezen kikövetkeztető (pl. a balkonos jelenetben nehezen tudjuk megmondani, hogy egymással szemben vagy különböző magasságban állnak a szerelmesek: emelet? a föld szintje?, vagy két külön helységben, esetleg egyben?). Érzelmifeszültség-teljes pillanatokban, a szereplők mögül eltűnik a háttér és gyakran karikaturizált (kistestű nagyfejű, deformált) alakban jelennek meg ilyenkor. Ez nyomban ismerős lesz, ha Scott McCloud leírását elolvassuk a Shojo/ Shodzsu (a kettő ugyanaz) ábrázolási technikájáról „alig több a cselekmény, mint hogy egy montázsban lebegő, érzelmes arcok sorakoznak. Akár expresszionista effektusokkal…akár deformált testek képével ábrázolja az érzéseket…arra hívja fel az olvasót, hogy vegyen részt a szereplők érzelmi életében…” (ezért folyton felborítja, megszünteti a valós térábrázolást – fejezném be McCloud jellemzését).
Felmerül a gyanú, hogy vajon szándékosan a Shojo-stílusú illusztrációt társították a Rómeó és Júliához az adaptáció során? Úgy tűnik igen, ha felidézzük Schmidt és Delpierre leírásait a Shojo-ról: „hamisíthatatlan Shojo sok érzéssel, romantikával, leányálmokkal, varázslattal…”, mert a Romeo és Júlia-történet sokkal inkább illeszkedik a Shojo tipikus tematikájába, mint a jóval harciasabb Shonen, vagy a történelmi, esetleg politikai mangák világába (már csak az időszerkezet homályossága miatt is).
Persze, Shakespeare tragédiáját nem lehet egy manga-műfajba átültetni, ezt tükrözi a domináns Shojo-stílus mellett, a párbajoknak az erősen Shonen-szerű harcjelenetekre emlékeztető ábrázolása (pl. Rómeó-Tybald párviadala), amely képkockák nagyon eltérnek a többitől, némi következetlenség érzését keltve az olvasóban. Ráadásul egyes szereplők, főként Sámson, Tybald és Mercutio igencsak emlékeztetnek az animékből jól ismert Shonen karakterekre (Kenshin, Inuyasha, stb.) . Tehát az illusztrációk, és a képkockák narratív ábrázolása szintjén a Rómeó és Júlia valahol a Shojo és a Shonen határán mozog, az előbbi túlsúlyával.

## Az aktualizálás kérdése, apró ellentmondások az adaptációban
Amint már korábban megállapítottuk, a Rómeó és Júlia manga többnyire felszínes változásokat mutat az eredeti dráma tartalmához képest, amely megőrzi számára a sajátos Shakespeare-i hatást, ugyanakkor jobban kidomborítja a feszültséget az új és régi elemek között, mint egy teljesebb körű átdolgozás. Formailag, részben átveszi a manga formáját, fekete-fehér képkockákban ábrázolja a cselekményt, de nem hátulról előre olvasandó, hanem az európai könyv-konvenciók szerint. Továbbá a drámai szöveg ismérveiből is bőven kölcsönöz, például a cselekmény előtti névsort, amelyben a darab szereplői és egymáshoz való viszonyaik fel vannak tüntetve. Az adaptáció listájában minden szereplő neve az illető karakter képe fölé van írva (poszterszerűen), illetve mottóként a szereplő legjellemzőbb replikája van beidézve a kép és név mellé, a szereplő poszterén. Shakespeare sorrendjével ellentétben itt a szereplők fontossági sorrendben vannak megjelenítve (az első Rómeó). Az eredeti drámaszöveg prológusa is átkerül a mangába. Ami eredendően a kórus replikája volt, elmondani a történet helyszínét és a kiinduló tényállást, azt az adaptációban egy képkocka váltja fel, amely fölött írva találjuk a tényállást: napjaink Tokiója, ellenséges yakuza családok stb.. Az epilógust mindkét műben Escalus hercegnek a záró-replikájába tömörül. Az aktualizálás formailag kevésbé érvényesül, csupán annyira, amennyire a médiumváltás kívánja. Még a színi utasítások is megjelennek rövidített feliratos formában a „színnyitó” képkockák fölött, ahonnan a figyelmes olvasó tudhatja, hogy itt új szín, vagy felvonás kezdődhetett az eredetiben, bár a felvonásokra, színekre és jelenetekre bontást elhagyják az adaptációból. Ez együtt enyhén ellentmondásos: a képregényes folyással ellentétben érződik a drámai tördelés, de nem jelölt, ez pedig hiányérzetet kelthet az olvasóban.
A nevek és a figurák közti ellentmondás ennél erősebb: olasz nevű, jellemzően keleti megjelenésű figurákat látunk. Ráadásul a Shakespeare-i szövegből többször is átemeltek olyan replikát, amely tartalmazza a Verona és Mantova helységneveket, holott ezeknek semmi közük a Japánban játszódó történethez. Ide sorolhatnánk a már említett idő-kontextusból kilógó japán fegyvereket is. Továbbá, a sok idézet, a régies, választékos nyelvezetű tragédiából, keveredik a mai nyelv szlenges prózájával, ami a képregény tipikus nyelvezete. E keveredés ilyen ellentmondásos replikákat eredményez „ÉS ERRE EZ A NYOMORULT HÜLYE, NEMHOGY ÖRÜLNE, DE AZT MONDJA: „NEM, NEM TUDOM SZERETNI, TÚL KORAI, NE KIVÁNJON ILYET”” (Capulet replikája, Júliára céloz). Arról nem is beszélve, hogy a nyelv ellentmond a szereplők jellemének, mikor beszél egy rockstar így: „HA MÉLTATLAN KEZEMMEL MEGGYALÁZOK EGY SZENTÉLYT, A KÉT AJKAM, KÉT PIRULÓ ZARÁNDOK, E DURVASÁGOT CSÓKKAL ELSIMÍTJA.”(Rómeó)?
A csupán részleges korszerűsítése a műnek, helyenként nevetséges ellentmondásokat generál, viszont ezzel, egyrészt humorossá teszi a tragédiát, másrészt, bár kimondatlanul, örökké visszautal a Shakespeare-i műre, de nem, mint adaptáció, hanem mint paródia. Meggyőződésem, hogy ez nem véletlenszerű, sőt szándékolt, mert így a manga nyelvezete a dráma szövegét ismerőknek parodizálásnak, a többiek számára viszont önálló hatásnak tűnhet, mindenképpen több lesz, mint sima átültetés.

## A Manga Shakespeare lehetséges funkciói
A képregény-adaptációkat Bayer Antal betöltendő funkciójuk szerint az alábbi csoportokra osztja: ismeretterjesztő (az eredeti mű elolvasására ösztönöz), oktatási segédanyag (a klasszikusok érthetőbb élvezhetőbb tálalása az iskolásoknak, olvasásra ösztönző), egyenértékű mű, értelmezés, átértelmezés, eltulajdonítás, tiszteletadás és egyéb (kereskedelmi szándék, hitterjesztés). Ő a Manga Shakespeare sorozatot az egyéb kategóriában említi, mint kereskedelmi célokat szolgáló, a kiadók által relatív biztos sikerűnek vélt adaptációkat. Ez egy lehetséges funkció, mert Shakespeare művei már annyi médiumban elterjedtek az egész világon, annyira beszűrődtek legalábbis az európai köztudatba, hogy népszerűsítésük aligha lehetne cél, sőt fordítva, az eredetik népszerűsítik az új adaptációkat.
A másik lehetséges funkció az ismeretterjesztés(lásd a magyar kiadás borítóját), ugyanis a modernebb, olvashatóbb képregényforma az eredeti nyelvezetét terjeszti, és már az első lapon, a történetet megelőzően egy Shakespeare-t ábrázoló karikatúra díszeleg, ami a név helyett áll, ugyanis a drámaíró nevét nem emlegetik máshol, mint a sorozat címében, a karikatúra alatt pedig a következő értékelés szerepel „igen csodálatos és szomorú tragédiája”. Tehát ismerteti az alapművet, és megismertet annak nyelvezetével is, továbbá értékítéletet mond eredetiéről, a Hamlet adaptációból még hiányzott ez a karikatúra, és az értékelő funkció.
Tekinthető továbbá oktatási segédanyagnak, ha kiindulunk abból a nézetből, hogy az iskolában, a diákok nagy része sohasem fogja végigolvasni a drámát, viszont ez a manga egy tartalomnál, sőt állítom, egy filmnél bővebb ismereteket adhat át, mert az előbbinél több információt közöl, az utóbbinál médiumként közelebb áll az irodalomhoz.
Végül, egy merészebb nézetből, tekinthetnénk a színházi előadáshoz hasonló jelenségnek a manga-adaptációt, amely nem másolja, hanem a drámának a rendeltetését követve egy komplex vizuális médiumba transzponálja a szöveges cselekményt. Ilyen értelemben a Rómeó és Júlia nem is megy túl az egyes modern rendezések merészségén, hagyományosan pedig az előadás egy önálló alkotás, egy komplex művészeti jelenség, így a mangát is tekinthetjük annak.

## A Rómeó és Júlia (manga) magyar vonatkozásai
A Manga Shakespeare sorozatot, magyarul az Agave Könyvek adja ki, Nádasdy Ádám fordításában. Egyelőre csak az első két darab, a Hamlet és a Rómeó és Júlia találhatók meg magyar nyelven. Nádasdy, mint sorozatszerkesztő, utószót is csatol a 2010-ben (Budapesten) kiadott Rómeó és Júliához, amelyben egyrészt a drámák örök érvényére vonja fel a figyelmet, másrészt arra emlékeztet, hogy ezeket a műveket a színpadon, „filmekben és zenésen” folyton újradolgozzák, az ilyen adaptációk közé sorolja a mangát is. Ez lényegében az önállóság felé vinné a műveket, de valójában csak formai önállóságot konferál nekik, mivel a klasszikusok manga formában való realizációinak titulálja őket.
A borító hátoldalán egy idézet is található a The List (egy Edinburgh-i, kiadókat és kulturális rendezvényeket nyomon követő fórum) kritikusától, ami, magyar fordításban: „Talán ez a legjobb mód, hogy újraélesszük Shakespeare műveit egy új generáció számára”. Ez azért érdekes, mert az eredeti borítón (ami megtekinthető a www.mangashakespeare.com oldalon a képeknél) nem szerepel ez az idézet. Vagyis a The List kritikáját, és nézőpontját a magyar kiadás kölcsönözte a manga hátoldalára Nádasdy értékelése alá, ami elárulja, milyen funkciót szántak számára a magyar kiadók, míg az eredeti borítón, jóval nyitottabb funkcióban ajánlott a mű „for students, Shakespeare enthusiasts and manga fans.” (diákok, Shakespeare kedvelők, és manga rajongók számára-fordítás tőlem). Fontos, hogy a Manga Shakespeare weboldalán megosztott kritikák (különböző intézményektől) részben az adaptáció zseniális tanító- mintapéldájának, részben alternatív Shakespeare-értelmezésnek, alternatív kánonnak, vagy, részben szórakoztató olvasmánynak tekintik a jelenséget, míg a kiadók maguk oktatási segédanyagként reklámozzák saját terméküket a weboldal főoldalán, a mangákat pedig, mint kiváló oktatási eszközöket bálványozzák. Tehát nagyfokú ambiguitás jellemzi a műveknek szánt szerepet. Ehhez a diverzitáshoz képest a magyar változat odaértett funkciója erőteljes szűkítésen ment keresztül, mintha mindenáron az ambivalencia megszüntetésére törekedvén olyan funkciót konferált a Rómeó és Júliának, amely egyik említett hazai funkciójával sem egyezik.
Végezetül, egy nagyon sajátos elkülönítést látunk a manga és az eredeti dráma között, kifejezetten a magyar verzióban. Az eredeti dráma magyar címében a Kosztolányi-féle és egyéb hagyományos (Náray Antal, Mészöly Dezső) fordításokban Rómeó neve eredeti olaszos formában: Romeo-ként, ritkábban Romeó-ként szerepel. A manga fordításában immár a magyaros ejtést tükröző (azóta elterjedt) Rómeó alakot látjuk, amelynek következtében az egész cikkemben a drámára való utaláskor rövid, a mangára való utaláskor hosszú „o”-kkal írtam e nevet, mint olyan tényezőt, amely egy minimális párba rendezi a két művet.

## Magyarul
- Rómeó és Júlia; ill. Sonia Leong, ford. Nádasdy Ádám; Agave Könyvek, Bp., 2010 (Manga Shakespeare)